# Lietavka
Lietavka – potok w kraju żylińskim w północno-zachodniej Słowacji, lewobrzeżny dopływ Rajčanki. Długość ok. 9,5 km.

## Charakterystyka
Źródła potoku leżą na wysokości ok. 590 m n.p.m. u wschodnich podnóży wschodniego grzbietu Sulowskich Skał, a konkretnie – u wschodnich podnóży przełęczy Roháčske sedlo. Znajdują się na terenie Lietavskéj Závadki (dawniej samodzielnej wsi, obecnie w granicach Lietavy). Lietavka spływa początkowo w kierunki wschodnim, następnie po wieś Lietava w kierunku południowo-wschodnim, po czym znów w kierunku wschodnim. Jej dolina stanowi północne ograniczenie grupy Skałek. Na południowym skraju miejscowości Lietavská Lúčka, na wysokości ok. 375 m n.p.m., uchodzi do Rajčanki. Jedyne większe dopływy (prawobrzeżne) to dwa niewielkie cieki spływające spod masywu Kečki, z terenu wsi Podhorie.
Koryto potoku kręte, obrośnięte drzewami i krzewami, jedynie w granicach zwartej zabudowy w Lietavie uregulowane. Dolina w górnym biegu szeroka, zajęta przez pola uprawne i pastwiska. W dolnym biegu, poniżej Lietavy, wąska, głęboka i zalesiona. Na całej długości biegnie nią droga z Lietavskéj Lúčki do Lietavskéj Závadki.